# Comuna Țminî, Manevîci
Țminî (în ucraineană Цміни) este o comună în raionul Manevîci, regiunea Volînia, Ucraina, formată din satele Hreask, Kozlînîci, Mala Vedmejka, Pidhattea și Țminî (reședința).

## Demografie
Componența lingvistică a satului Țminî
     Ucraineană (99,55%)
     Alte limbi (0,45%)
Conform recensământului din 2001, majoritatea populației satului Țminî era vorbitoare de ucraineană (99,55%), existând în minoritate și vorbitori de alte limbi.